# Go
 For alternative betydninger, se Go (flertydig). (Se også artikler, som begynder med Go)
Go er et strategisk brætspil for to personer, der kommer fra oldtidens Kina et sted imellem 2000 f.Kr. til 200 f.Kr..

## Regler

### Tomt bræt
Alle spil starter på et tomt bræt (dog ikke handikapspil). Formålet med spillet er at omringe mest mulig territorium. Dette sker ved at bygge stenmure, så de omringer tomme områder. Den spiller, der får mest territorium omringet, vinder spillet. Det er fordelagtigt at sprede sine første sten rundt på brættet og senere forsøge at få dem forbundet, så man lettere kan forhindre modstanderen i at omringe territorium.

### Skiftes til at trække
Spillet spilles af to spillere. Den ene får de sorte brikker, og den anden de hvide. Begge spillere skiftes til at lægge en sten et sted på brættet (sort starter altid). Bemærk at der spilles på stregerne og ikke på felterne. Det er fordelagtigt at starte med at placere sine sten i nærheden af hjørnerne (omkring 4-4 punkterne), da randen af brættet fungerer som en mur.

### Trusler og fanger
Sten, der er placeret på brættet, bliver liggende, indtil spillet er slut. Der flyttes ikke rundt på dem. Den eneste måde, hvorpå en sten eller en gruppe af sten kan blive "flyttet", er, hvis de bliver fanget af modstanderen. En sten, der ligger et vilkårligt sted midt på brættet, siges at have fire friheder, idet den kan forbindes med en sten (af egen farve), der ligger på en af de fire nabo-punkter (op, ned, højre og venstre). Sten, der ligger på kanten, har kun tre friheder, og sten, der ligger i hjørnet, kun to.
Når en sten, eller en gruppe af sammenhængende sten, kun har 1 frihed tilbage, siger man at de ligger i Atari (truet til at blive fanget i næste træk). Hvis det er ens tur har man mulighed for at befri sine sten, ved at lægge en ekstra sten på det frie punkt, og dermed forbinde de truede sten til den nye, der forhåbentlig giver hele gruppen flere friheder.
Hvis det ikke kan lade sig gøre at befri sine truede sten, er det bedre at ofre dem, og spille et andet sted på brættet, og hvor der er større mulighed for at omringe et territorium. Sten der bliver fanget, tages af brættet af modstanderen, og tæller, ligesom territorium, med til det samlede resultat.

### Selvmord er forbudt
Det er ikke tilladt at lade sten eller grupper af sten begå selvmord. Hvis en sten eller gruppe af sten kun har én frihed tilbage, og man ved at spille på dette punkt ikke befrier sine sten, men faktisk fratager dem alle sine friheder, så ville dette være selvmord, og stenene skulle gives til modstanderen som fanger. Men dette er ikke lovligt ifølge reglerne.

### Hvem fanger hvem?
Der kan dog opstå nogle situationer, hvor man faktisk fanger nogle af modstanderens sten og samtidig begår selvmord. Så hvem fanger hvem i sådanne situationer? Reglen er, at man først undersøger, om man har fanget nogle af modstanderens sten, og fjerner dem fra brættet (hvilket giver friheder til egne sten) og bagefter kontrollerer, om trækket var lovligt med hensyn til selvmord.

### Uendelighed
Der findes en speciel situation, hvor den ene spiller har mulighed for at placere en sten på brættet (selvmordsagtigt), men hvor han samtidig fjerner én af modstanderens sten. Modstanderen kunne nu gøre det samme. Placere én sten på det punkt, hvor hans forrige lige blev fjernet fra (også selvmordsagtigt), og dermed fange den første sten. Denne situation kunne så gentage sig frem og tilbage i al uendelighed, med begge spillere der skiftes til at fange den forrige sten. Denne situation hedder ko (buddhistisk udtryk, der betyder næsten uendeligt).
Hvis der ikke var en regel for disse situationer, ville alle spil ende i en kedelig og ligegyldig uendelig række af kapringer. Derfor er der indført en regel, der siger at spiller nummer to ikke umiddelbart må tage tilbage. Han SKAL spille et andet sted på brættet og dermed give spiller nummer et chancen for at lukke striden (spille på det punkt, hvor modstanderens sten var). Spiller nummer to kan dog prøve at finde en trussel (kaldt ko-trussel), som tvinger spiller nummer et at svare på denne, da det er mere værd end at lukke ko-striden. Herefter kan spiller nummer to spille tilbage i ko'en, og det er nu spiller nummer ets tur til at finde en ko-trussel.

### Spillets afslutning
Spillet slutter når det, for begge spillere, ikke er muligt at trænge ind i et af modstanderens territorium. Det vil sige, at der ikke er nogen huller i de stenmure, der omringer hvert territorium. Når en af spillerne mener, at der ikke er flere muligheder for at reducere hinandens territorium, så melder han pas (springer sin tur over). Hvis der bliver sagt pas tre gange i træk, så er spillet slut, og optællingen kan starte.
Alle områder der er omringet af sort, bliver talt op, og lagt sammen med de fanger han eventuelt måtte have fanget. Dette er sorts score. Det samme bliver der gjort for hvid. Den af spillerene der har den højeste score vinder spillet.

### Løse sten i modstanderens område
I nogle situationer kan det forekomme, at der ligger løse sten tilbage i modstanderens område. Disse sten tæller også med som fanger. Hvis der er tvivl, så skal modstanderen bevise, at han kan fange disse sten med en serie af træk, hvor han selv trækker hver gang (dvs. At den anden siger altid pas, dog ikke ved selv atari. Se ingenmandsland). Positionen skal dog bringes tilbage til udgangspositionen for at få det rigtige resultat. (Bemærk den hvide sten på C3 i diagrammet)

### Ingenmandsland
Bevisførelsen med at fange løse sten skal dog ske, hvor den ene spiller altid spiller, og den anden kun spiller, når den første spiller sig selv i atari. Så skal der ikke spilles pas, men placeres en sten og tages fanger ud. Hvis dette også skal overholdes, sikrer man, at situationer kaldet "seki" eller ingenmandsland ikke bliver talt med for begge spillere.

### Handikapspil
Nogle spil starter med, at sort lægger handikapsten på brættet på bestemte punkter (4-4, 4-10 og center). Når der er forskel på, hvor øvede spillerne er, kan man udligne dette ved, at den mindre øvede spiller får sort og må placere op til 9 handikapsten på brættet som sit første træk. Antallet af sten afhænger af, hvor stor forskel der er mellem spillerne.

### Rating regler
På Sensei's Lilbrary er de danske rating regler udførligt beskrevet.

## Materialer
Der findes et stort udvalg af materiale til at spille go på. Typisk spilles der på en 10 mm tyk træplade, hvorpå der er tegnet 19 × 19 linjer. Stenene er fremstillet af glas og har linseform (som M&M's, bare noget større). Skåle er typisk fremstillet i kirsebærtræ.
Hvis det skal være lidt mere dyrt, skal brættet ikke kun være et bræt, men et lille bord fremstillet af én massiv træblok i træsorten kaya (Cupressus funeburi Endl). Go-stenene skal være fremstillet i henholdsvis skifer (sort) og musling (hvid). Skålene er stadigvæk de samme i kirsebærtræ.

## Computerprogrammer
Som med skak og andre former for tankesport har man i mange år forsøgt at skabe en algoritme og dermed et computerprogram, der kun spille go. I lang tid var det sådan, at man ikke behøvede at være dan-spiller for at kunne slå de programmer, der fandtes. Udregnes antallet af kombinationsmuligheder for et 19 × 19 bræt, kommer man frem til tallet : 1,74×10172. Hvilket, til sammenligning, er ekstremt flere muligheder, end der teoretisk kan være atomer i det synlige univers ca. 10126. Det meget store antal af forgreninger i spillet gør det umuligt at skrive et computerprogram, der kan beregne samtlige muligheder og derved vælge de optimale træk. Meget af spillet går ud på at kombinere forskellige mønstre og derigennem vælge sit næste træk, der skaber størst mulighed for mere territorium (eller bare mindre til modstanderen). Begrebet omkring mønstre og territorier har været meget vanskelige at sammensætte i et computerprogram.
Imidlertid er det lykkedes Google, baseret på kunstig intelligens, at opbygge et program, AlphaGo, der har vundet fem af fem spil mod den europæiske mester og bruger en af de bedste algoritmer inden for go til dato. Programmet vil i marts 2016 blive testet mod den spiller, man mener er bedst i verden.
I 2016 blev AlphaGo testet mod Lee Dol, som er 9 dan og regnes for den bedste gospiller i begyndelsen af 2000'erne. Han vandt et spil ud af fem. Han tabte de første tre, vandt det fjerde og tabte det femte spil. Efter at have vundet fire sejre over verdens bedste spiller, var der ingen tvivl om, at AlphaGo var blevet meget bedre, end da den spillede mod den europæiske mester. Programmet gentog bedriften året efter mod den førende på verdensranglisten, Ke Jie, idet AlphaGo vandt 3-0.

## Film, hvori go indgår
- I filmen Knives Out bliver der spillet go mellem to af hovedrollerne Harlan Thrombey og Martha Cabrera, go bliver også nævnt på et tidspunkt senere i filmen når Harlans barnebarn Ransom snakker med Martha, her snakker han om hvordan han troede han var den eneste der kunne besejre Harlan i go, efter han lærte at Martha også kunne besejre Harlan, det troede han nemlig betød noget.
- A Beautiful Mind med Russell Crowe i rollen som John Forbes Nash. Kender man bare en smule til go, så vil man dog straks kunne se at instruktøren til filmen ikke gør. Der er en scene i filmen, hvor Nash taber et spil. Men det træk der bliver vist i filmen er ikke noget specielt godt træk, faktisk er det et meget dårligt og ulogisk træk.
- I filmen Pi forekommer go.
- Tv-serien JAG.
- Tron: Legacy. I et meget kort klip ser man et halvt færdigt spil på et glasbord, stå i Kevin Flynns virtuelle stue.
- I den franske film Pindsvinet efter bogen Pindsvinets elegance bliver spillet flere gange omtalt, og en enkelt gang spillet. Hovedpersonen Paloma er lille, men meget klog, og til en fest med hendes forældres venner, bliver spillet omtalt, hvor hun derefter retter og sætter manden, som gør sig klog på det, på plads.
- I manga-tv-serien Hikaru no Go er spillet hele omdrejningspunktet for opvæksten for drengen Hikaru, der besættes af ånden af en for længst afdød gospiller-mester.
- Tv-serien Teen Wolf, sæson 3.
- "Escape Plan 2: Hades", Sylvester Stallone, 2018.